# Bisdom Lurín
Het bisdom Lurín (Latijn: Dioecesis Lurinensis) is een rooms-katholiek bisdom met als zetel Lurín, een district in de provincie Lima in Peru. Het bisdom is suffragaan aan het aartsbisdom Lima. 

## Geschiedenis
Het bisdom werd opgericht op 14 december 1996, uit delen van het aartsbisdom Lima. 

## Parochies
Het bisdom had in 2021 een oppervlakte van 808 km2 en telde 1.672.000 inwoners waarvan 77,0% rooms-katholiek was.

## Bisschoppen
- José Ramón Gurruchaga Ezama (14 december 1996 - 17 juni 2006)
  - Salvador Piñeiro García-Calderón (hulpbisschop: 8 juli 2003 - 2006)
- Carlos Enrique García Camader (17 juni 2006 - heden)

Lima (aartsbisdom) · Callao · Carabayllo · Chosica · Huacho · Ica · Lurín · Yauyos (territoriale prelatuur)